# Plastic Man (single van The Temptations)
"Plastic Man" is een single van de Amerikaanse soul- en R&B-groep The Temptations. Het nummer was net als zijn voorganger, "Masterpiece", afkomstig van het album Masterpiece. Het was de tweede single die van dat album uitgebracht werd door de platenmaatschappij Motown in 1973.
Net als de voorganger "Masterpiece" werd het nummer in kwestie geschreven door Norman Whitfield. "Plastic Man" werd ook geproduceerd door hem, maar de arrangeur was Paul Riser. Net als veel eerdere nummer werd ook "Plastic Man" in de psychedelic soul stijl geschreven. Het Amerikaanse publiek dat hier steeds meer genoeg van kreeg, apprecieerde deze stijl niet meer, wat de slechte prestatie op de poplijst, vergeleken met eerdere psychedelic soul nummer als "Ball Of Confusion (That's What The World Is Today)" en "Cloud Nine" ook verklaart. "Plastic Man" bereikte op de poplijst namelijk maar net de top 40, het was een #40 hit. Op de R&B-lijst bereikte het nummer de #8 positie.
De B-kant van "Plastic Man" is het nummer "Hurry Tomorrow". Net als de A-kant is dat nummer afkomstig van het album "Masterpiece" en werd het geschreven door Norman Whitfield. "Hurry Tomorrow" is een nummer over hallucinogene drugs.

## Bezetting
- Lead: Dennis Edwards, Melvin Franklin, Damon Harris en Richard Street
- Achtergrond: Otis Williams, Damon Harris, Melvin Franklin, Richard Street en Dennis Edwards
- Instrumentatie: The Funk Brothers
- Schrijver: Norman Whitfield
- Producer: Norman Whitfield
- Arrangeur: Paul Riser